# Камбола (Пенсилванија)
Камбола (енгл. Cumbola) насељено је место без административног статуса у америчкој савезној држави Пенсилванија.

## Демографија
По попису из 2010. године број становника је 443.
| Група             | 2000.    | 2010.       |
| Белци             | 0 (0,0%) | 422 (95,3%) |
| Афроамериканци    | 0 (0,0%) | 1 (0,2%)    |
| Азијати           | 0 (0,0%) | 2 (0,5%)    |
| Хиспаноамериканци | 0 (0,0%) | 14 (3,2%)   |
| Укупно            | 0        | 443         |